# 南城区街道 (定州市)
南城区街道，是中华人民共和国河北省保定市定州市下辖的一个街道办事处。

## 行政区划
南城区街道下辖以下地区：
回民街第一社区、中心街社区、马道街社区、仓门口街社区、宝塔街社区、都府营街社区、李家湾社区、中军帐社区、南关社区、回民街第二社区、八兄村、尧方头村、香家庄村、四家庄社区村、牛村、程家庄村、彭家庄村、瓮家庄村、贺家营村、仝家庄村、尹家庄村、东刘庄村、纸方头村、曹家庄村、兰家佐社区村、南刘庄村、北陵头村、八角郎村、皮庄子村、东朱谷村、西朱谷社区村、庞家佐村、石家佐村、北平谷村、刘崔邱村、东汶村和西汶村。